# Клубний чемпіонат світу з футболу 2020
Клубний чемпіонат світу з футболу 2020 — футбольний турнір, який мав відбутися у грудні 2020 року в Катарі. Він став 17-м розіграшем Клубного чемпіонату світу з футболу, турніром, який проводить ФІФА між переможцями клубних турнірів кожної з 6 конфедерацій, а також чемпіоном країни-господарки.
Очікувалося, що це буде останній турнір в звичному форматі, оскільки з 2021 року турнір мало бути розширено до 24 команд і він повинен був проводитися раз на чотири роки, як раніше Кубок конфедерацій, повністю його замінивши. Але пізніше старий формат був повернений, турнір по старому буде проходити щороку.
Спочатку турнір мав пройти в грудні 2020 року, однак через пандемію коронавірусу не всі конфедерації встигли завершити свої клубні континентальні змагання. Тому 17 листопада ФІФА оголосила про перенесення термінів проведення турніру на початок лютого 2021 року, змагання відбулись між 1 і 11 лютого 2021 року. Тим не менше, представники ОФК «Окленд Сіті» відмовився від турніру через введені владою Нової Зеландії карантинні заходи. В результаті, тільки шість команд взяли участь у турнірі, а перший матч туру, запланований на 1 лютого 2021 року, не відбувся і господар турніру катарський «Аль-Духаїль» отримав технічну перемогу та автоматично потрапив у чвертьфінал, який пройшов 4 лютого 2021 року.
Мюнхенська «Баварія» виграла фінальний матч, обігравши мексиканський «УАНЛ Тигрес» з рахунком 1:0 і здобула другий титул чемпіонату світу у своїй історії.

## Заявки на проведення турніру
В зв'язку з пропозиціями щодо розширення Клубного чемпіонату світу, ФІФА затримала оголошення господаря турнірів 2019 та 2020 років. ФІФА мало оголосити господаря 15 березня 2019 року, але згодом це було відкладено. 28 травня 2019 року ФІФА заявило, що господаря турнірів буде визначено на засіданні Виконавчого комітету ФІФА в Парижі, Франція, 3 червня 2019 року.
3 червня 2019 року Катар був призначений господарем турнірів 2019 та 2020 років, які будуть виконувати роль тестування напередодні проведення ними чемпіонату світу 2022 року. Крім цього було визначено, що клубний чемпіонат світу збереже свій старий формат по кількості учасників.

## Стадіони
Матчі пройшли на двох стадіонах міста Аль-Райян, обидва вони прийматимуть матчі на Кубку світу 2022 року Третьою ареною турніру мав стати Міжнародний стадіон імені Халіфи у Досі, який повинен був прийняти два матчі, але після відмови від участі «Окленд Сіті» та подальшої переробки графіка матчів він не використовувався для турніру.
| Ер-Райян | Ер-Райян          | Ер-Райян          |
| -------- | ----------------- | ----------------- |
| Ер-Райян | «Ахмед бін Алі»   | «Ед'юкейшн Сіті»  |
| Ер-Райян | Місткість: 40,000 | Місткість: 40,000 |
| Ер-Райян |                   |                   |

## Учасники
| Команда                        | Конфедерація         | Кваліфікація                                             | Дата кваліфікації    | Участь                                                               |
| Проходять у півфінал           | Проходять у півфінал | Проходять у півфінал                                     | Проходять у півфінал | Проходять у півфінал                                                 |
| ------------------------------ | -------------------- | -------------------------------------------------------- | -------------------- | -------------------------------------------------------------------- |
| Палмейрас                      | КОНМЕБОЛ             | Володар Кубка Лібертадорес 2020                          | 30 січня 2021        | Дебют                                                                |
| Баварія                        | УЄФА                 | Переможець Ліги чемпіонів УЄФА 2019/20                   | 23 серпня 2020       | 2 (Попередня: 2013)                                                  |
| Проходять у чвертьфінал        |                      |                                                          |                      |                                                                      |
| Ульсан Хьонде                  | АФК                  | Переможець Ліги чемпіонів АФК 2020                       | 19 грудня 2020       | 2 (Попередня: 2012)                                                  |
| Аль-Аглі (Каїр)                | КАФ                  | Переможець Ліги чемпіонів КАФ 2019/20                    | 27 листопада 2020    | 6 (Попередні: 2005, 2006, 2008, 2012, 2013)                          |
| УАНЛ Тигрес                    | КОНКАКАФ             | Переможець Ліги чемпіонів КОНКАКАФ 2020                  | 22 грудня 2020       | Дебют                                                                |
| Плей-оф за вихід у чвертьфінал |                      |                                                          |                      |                                                                      |
| Окленд Сіті                    | ОФК                  | Найкраща команда групового етапу Ліги чемпіонів ОФК 2020 | 19 листопада 2020    | 10 (Попередні: 2006, 2009, 2011, 2012, 2013, 2014, 2015, 2016, 2017) |
| Аль-Духаїль                    | АФК (як господарі)   | Переможець Чемпіонату Катару 2019/2020                   | 27 вересня 2020      | Дебют                                                                |

Примітки
1. ↑  15 січня 2021 року ФІФА оголосила, що представник ОФК «Окленд Сіті» знявся з турніру через карантинні заходи в Новій Зеландії, викликані пандемією COVID-19[6].
2. ↑  4 вересня 2020 ОФК оголосила, що призупинена Ліга чемпіонів ОФК 2020 буде скасована через складнощі з перетином кордонів в регіоні, викликані пандемією COVID-19, і переможця у турніру не буде[18] Представником ОФК на клубному чемпіонаті світу з футболу 2020 року замість переможця Ліги чемпіонів OFC 2020 року 19 листопада 2020 року був названий «Окленд Сіті» як найкраща команда у підсумковій таблиці за підсумками групового етапу турніру[19].
3. ↑  Якби команда з Катару виграла Лігу чемпіонів АФК, то замість переможця катарської ліги[en] на клубний чемпіонат світу кваліфікувалась би найкраща команду з-за меж Катару в Лізі чемпіонів АФК. Тому участь переможця катарської ліги було офіційно підтверджено лише після того, як остання команда з Катару («Ас-Садд») вилетіла з Ліги чемпіонів АФК 2020 року.

## Арбітри
Сім арбітрів, дванадцять асистентів та сім відеоасистентів арбітра були призначені ФІФІА 4 січня 2021 року.
| Конфедерація | Головний арбітр                 | Асистенти                                | Відеоасистент                     |
| ------------ | ------------------------------- | ---------------------------------------- | --------------------------------- |
| АФК          | Мохаммед Абдулла Хассан Мохамед | - Мохамед Аль-Хаммаді - Хасан Аль-Махрі  | Хаміс аль-Маррі                   |
| КАФ          | Магетт Н'Діає                   | - Джибріл Камара - Ель-Хаджі Малік Самба | Редуан Жиєд                       |
| КОНКАКАФ     | Маріо Ескобар                   | - Ніколас Андерсон - Умберто Панхох      | Дрю Фішер                         |
| КОНМЕБОЛ     | Едіна Алвес Батіста             | - Неуза Бак - Маріана де Алмейда         | - Хуліо Баскуньян - Ніколас Галло |
| КОНМЕБОЛ     | Естебан Остоїч                  | - Ніколас Таран - Річард Тринідад        | - Хуліо Баскуньян - Ніколас Галло |
| ОФК          | Абделькадер Зітуні              |                                          |                                   |
| УЄФА         | Данні Маккелі                   | - Маріо Дікс - Гессель Стегстра          | - Кевін Блом - Йохем Камфейс      |

Примітки
1. ↑  Замінив іншого уругвайського арбітра Леодана Гонсалеса за станом здоров'я.[22]

## Склади
Кожна команда мала надати склад з 23-х гравців (три з яких були воротарями). Заміна травмованих у заявці дозволена за 24 години до першого матчу команди на турнірі.

## Матчі
Графік матчів був оголошений 23 грудня 2020 року і переглянуті після відмови «Окленд Сіті» 18 січня 2021 року. Жеребкування турніру відбулося 19 січня 2021 року о 16:00 за центральноєвропейським часом (UTC+1), в штаб-квартирі ФІФА в Цюриху, Швейцарія для визначення пар чвертьфіналів, а також опонентів двох переможців другого раунду в півфіналах (команди з КОНМЕБОЛ і УЄФА). На момент жеребкування команда від КОНМЕБОЛ ще не була відома.
Якщо матч закінчується внічию, то призначається додатковий час. Якщо після додаткового часу рахунок залишається рівним, то пробиваються післяматчеві пенальті. Втім у матчах за п'яте і третє місце не використовується додатковий час, а для визначення переможця відразу пробиваються пенальті.
|  | Плей-оф         | Плей-оф         |                 |             | Чвертьфінал     | Чвертьфінал   |                 |                 | Півфінал | Півфінал |  |  | Фінал          | Фінал          |
|  | 1 лютого 2021   |                 |                 |             |                 |               |                 |                 |          |          |  |  |                |                |
|  | Аль-Духаїль     | 3               |                 |             | 4 лютого 2021   | 4 лютого 2021 |                 |                 |          |          |  |  |                |                |
|  | Аль-Духаїль     | 3               |                 |             | 4 лютого 2021   | 4 лютого 2021 |                 |                 |          |          |  |  |                |                |
|  | Окленд Сіті     | 0               |                 |             | Аль-Духаїль     | 0             |                 |                 |          |          |  |  |                |                |
|  | Окленд Сіті     | 0               | 8 лютого 2021   |             | Аль-Духаїль     | 0             |                 |                 |          |          |  |  |                |                |
|  |                 |                 |                 |             | Аль-Аглі (Каїр) | 1             |                 |                 |          |          |  |  |                |                |
|  | Аль-Аглі (Каїр) | 0               |                 |             | Аль-Аглі (Каїр) | 1             |                 |                 |          |          |  |  |                |                |
|  | Аль-Аглі (Каїр) | 0               |                 |             |                 |               |                 |                 |          |          |  |  |                |                |
|  |                 |                 | Баварія         | 2           |                 |               |                 |                 |          |          |  |  |                |                |
|  |                 |                 | Баварія         | 2           |                 |               |                 |                 |          |          |  |  |                |                |
|  |                 |                 | 11 лютого 2021  |             |                 |               |                 |                 |          |          |  |  |                |                |
|  |                 |                 |                 |             |                 |               |                 |                 |          |          |  |  |                |                |
|  | Баварія         | 1               |                 |             |                 |               |                 |                 |          |          |  |  |                |                |
|  | Баварія         | 1               | 4 лютого 2021   |             |                 |               |                 |                 |          |          |  |  |                |                |
|  |                 | УАНЛ Тигрес     | 0               |             |                 |               |                 |                 |          |          |  |  |                |                |
|  |                 |                 | 0               | УАНЛ Тигрес | 2               |               |                 |                 |          |          |  |  |                |                |
|  | 7 лютого 2021   |                 |                 | УАНЛ Тигрес | 2               |               |                 |                 |          |          |  |  |                |                |
|  |                 | Ульсан Хьонде   | 1               |             |                 |               |                 |                 |          |          |  |  |                |                |
|  | УАНЛ Тигрес     | Ульсан Хьонде   | 1               | 1           |                 |               |                 |                 |          |          |  |  |                |                |
|  | УАНЛ Тигрес     | Матч за 5 місце | Матч за 5 місце | 1           |                 |               | Матч за 3 місце | Матч за 3 місце |          |          |  |  |                |                |
|  |                 | Матч за 5 місце | Матч за 5 місце |             | Палмейрас       | 0             | Матч за 3 місце | Матч за 3 місце |          |          |  |  |                |                |
|  | Аль-Духаїль     | 3               | Аль-Аглі (Каїр) | 0 (3)       | Палмейрас       | 0             |                 |                 |          |          |  |  |                |                |
|  | Аль-Духаїль     | 3               | Аль-Аглі (Каїр) | 0 (3)       |                 |               |                 |                 |          |          |  |  |                |                |
|  | Ульсан Хьонде   | 1               | Палмейрас       | 0 (2)       |                 |               |                 |                 |          |          |  |  |                |                |
|  | Ульсан Хьонде   | 1               | Палмейрас       | 0 (2)       |                 |               |                 |                 |          |          |  |  |                |                |
|  | 7 лютого 2021   | 7 лютого 2021   |                 |             |                 |               |                 |                 |          |          |  |  | 11 лютого 2021 | 11 лютого 2021 |

Увесь час місцевий, AST (UTC+3).

### Перший раунд
| 1 лютого 2021 20:30 |

| Аль-Духаїль | 3–0      | Окленд Сіті |
| ----------- | -------- | ----------- |
|             | Протокол |             |

| «Ахмед бін Алі», Ер-Райян |

### Другий раунд
| 4 лютого 2021 17:00 |

| УАНЛ Тигрес              | 2–1      | Ульсан Хьонде |
| ------------------------ | -------- | ------------- |
| Жиньяк 38', 45+5' (пен.) | Протокол | Кім Кі Хі 24' |

| «Ахмед бін Алі», Ер-Райян Арбітр: Естебан Остоїч (Уругвай) |

| 4 лютого 2021 20:30 |

| Аль-Духаїль | 0–1      | Аль-Аглі (Каїр) |
| ----------- | -------- | --------------- |
|             | Протокол | Аль-Шахат 30'   |

| «Ед'юкейшн Сіті», Ер-Райян Арбітр: Маріо Ескобар (Гватемала) |

### Матч за 5-те місце
| 7 лютого 2021 18:00 |

| Ульсан Хьонде    | 1–3      | Аль-Духаїль                      |
| ---------------- | -------- | -------------------------------- |
| Юн Біт Гарам 62' | Протокол | Едмілсон 21' Мунтарі 66' Алі 82' |

| «Ахмед бін Алі», Ер-Райян Арбітр: Едіна Алвес Батіста (Бразилія) |

### Півфінали
| 7 лютого 2021 21:00 |

| Палмейрас | 0–1      | УАНЛ Тигрес       |
| --------- | -------- | ----------------- |
|           | Протокол | Жиньяк 54' (пен.) |

| «Ед'юкейшн Сіті», Ер-Райян Арбітр: Данні Маккелі (Netherlands) |

| 8 лютого 2021 21:00 |

| Аль-Аглі (Каїр) | 0–2      | Баварія (Мюнхен)       |
| --------------- | -------- | ---------------------- |
|                 | Протокол | Левандовський 17', 86' |

| «Ахмед бін Алі», Ер-Райян Арбітр: Мохаммед Абдулла Хассан Мохамед (ОАЕ) |

### Матч за 3-тє місце
| 11 лютого 2021 18:00 |

| Аль-Аглі (Каїр)                                | 0–0      | Палмейрас                                                    |
| ---------------------------------------------- | -------- | ------------------------------------------------------------ |
|                                                | Протокол |                                                              |
|                                                | Пенальті |                                                              |
| - Банун - Ель-Солія - М. Мохсен - Хані - Аджаї | 3–2      | - Роні - Луїс Адріану - Густаво Скарпа - Гомес - Феліпе Мело |

| «Ед'юкейшн Сіті», Ер-Райян Арбітр: Магетт Н'Діає (Сенегал) |

### Фінал
| 11 лютого 2021 21:00 |

| Баварія (Мюнхен) | 1–0      | УАНЛ Тигрес |
| ---------------- | -------- | ----------- |
| - Павар 59'      | Протокол |             |

| «Ед'юкейшн Сіті», Ер-Райян Арбітр: Естебан Остоїч (Уругвай) |

## Бомбардири
| № | Гравець              | Клуб             | Голів |
| - | -------------------- | ---------------- | ----- |
| 1 | Андре-П'єр Жиньяк    | УАНЛ Тигрес      | 3     |
| 2 | Роберт Левандовський | Баварія (Мюнхен) | 2     |
| 3 | Алмоез Алі           | Ад-Духаїль       | 1     |
| 3 | Едмілсон Жуніор      | Ад-Духаїль       | 1     |
| 3 | Хуссейн Аль-Шахат    | Аль-Аглі (Каїр)  | 1     |
| 3 | Кім Кі Хі            | Ульсан Хьонде    | 1     |
| 3 | Мохаммед Мунтарі     | Ад-Духаїль       | 1     |
| 3 | Бенжамен Павар       | Баварія (Мюнхен) | 1     |
| 3 | Юн Біт Гарам         | Ульсан Хьонде    | 1     |

## Підсумкова таблиця
Відповідно до статистичної конвенції у футболі, матчі, які закінчились у додатковий час, зараховувались як перемоги та програші, тоді як матчі, в яких пробивались післяматчеві пенальті, вважалися нічиями.
| Поз | Команда                 | І | В | Н | П | ГЗ | ГП | РГ | О |
| --- | ----------------------- | - | - | - | - | -- | -- | -- | - |
| 1   | Баварія (Мюнхен) (УЄФА) | 2 | 2 | 0 | 0 | 3  | 0  | +3 | 6 |
| 2   | УАНЛ Тигрес (КОНКАКАФ)  | 3 | 2 | 0 | 1 | 3  | 2  | +1 | 6 |
| 3   | Аль-Аглі (Каїр) (КАФ)   | 3 | 1 | 1 | 1 | 1  | 2  | −1 | 4 |
| 4   | Палмейрас (КОНМЕБОЛ)    | 2 | 0 | 1 | 1 | 0  | 1  | −1 | 1 |
| 5   | Ад-Духаїль (АФК) (H)    | 2 | 1 | 0 | 1 | 3  | 2  | +1 | 3 |
| 6   | Ульсан Хьонде (АФК)     | 2 | 0 | 0 | 2 | 2  | 5  | −3 | 0 |

## Нагороди
Наступні нагороди були отримані на завершення турніру:
| Золотий м'яч                          | Срібний м'яч                  | Бронзовий м'яч                |
| ------------------------------------- | ----------------------------- | ----------------------------- |
| Роберт Левандовський Баварія (Мюнхен) | Андре-П'єр Жиньяк УАНЛ Тигрес | Йозуа Кімміх Баварія (Мюнхен) |
| FIFA Fair Play Award                  |                               |                               |
| «Ад-Духаїль»                          |                               |                               |

Примітки
1. 1 2 3  «Аль-Духаїль» здобув технічну перемогу з рахунком 3:0 після відмови «Окленд Сіті» від участі через пандемію COVID-19 та пов'язані із цим карантинні заходи, встановлені владою Нової Зеландії[6].